# Томас и другари (ТВ серија из 2021)
Томас и другари (енгл. Thomas & Friends: All Engines Go) је анимирана комедија дечија телевизијска серија коју је креирала Брит Олкрофт, а развио Рик Савал која је премијерно приказана на Cartoon Network Cartoonito блок у Сједињеним Државама дана 13. септембра 2021. године и на Treehouse у Канади 18. септембра 2021. Продуковала га је Mattel Television, а анимацију је обезбедила Nelvana.
Серија служи као рибут оригиналне серије Томас и другари која је трајала од 1984. до 2021. Првобитно се веровало да је наставак оригиналне серије (са две сезоне означене као серије 25 и 26), али Mattel Television је касније потврдио да је то засебна серија. Она уводи „потпуно нови приступ садржају „Томас и другари““, са новим стилом анимације и структуром приче.
У октобру 2022. године, серија је обновљена за још две сезоне од по 26 епизода, да би била премијерно приказана 2023. године. У Србији је приказује HBO Max од 18. марта 2022. године.

## Радња
Серија прати авантуре Томаса и других младих мотора, док уче многе животне лекције и решавају проблеме док се свакодневно баве пословима уз помоћ једни од других и осталих становника и посетилаца острва.

## Епизоде
| Сезона | Сезона | Епизоде | Епизоде | Оригинално емитовање | Оригинално емитовање |
| Сезона | Сезона | Епизоде | Епизоде | Премијера            | Финале               |
| ------ | ------ | ------- | ------- | -------------------- | -------------------- |
|        | 1.     | 52      | 52      | 13. септембар 2021.  | 5. јул 2022.         |
|        | 2.     | 52      | 52      | 12. септембар 2022.  | н. п.                |

## Улоге
| Лик      | Амерички глас     | Српски глас         |
| -------- | ----------------- | ------------------- |
| Томас    | Миша Контрерас    | Виктор Мајер        |
| Перси    | Чарли Зелцер      | Ђурђина Радић       |
| Ниа      | Талија Еванс      | Ивана Тењовић       |
| Кана     | Ејва Ро           | Ивона Рамбосек      |
| Дизел    | Шомој Џејмс Мичел | Јелена Поповић      |
| Карли    | Џена Ворен        | Снежана Нешковић    |
| Сенди    | Гли Данго         | Катарина Марјановић |
| Гордон   | Нил Краун         | Милан Тубић         |
| Војсовер | /                 | Виктор Мајер        |

## Филмови
- Томас и другари: Трка за награду острва Содор (2021)
- Томас и другари: Мистерија Осматрачнице (2022)